# Six Jours de Nice
Les Six Jours de Nice sont une course cycliste de six jours disputée au vélodrome Pasteur de Nice, en France. Une seule édition a été organisée, du 21 au 27 décembre 1928. En raison des pertes financières engendrées, cette épreuve n'a pas connu d'autres éditions.
16 équipes de deux coureurs sont au départ mais seules 11 d'entre elles terminent l'épreuve. Georges Wambst et Charles Lacquehay, vainqueurs quelques semaines plus tôt des Six Jours de Paris sont les favoris et mettent rapidement fin au suspense en prenant un tour d'avance dès le 2e jour puis en remportant la principale prime le dernier jour.

## Palmarès
| Année | Vainqueur                        | Deuxième                     | Troisième                       |
| ----- | -------------------------------- | ---------------------------- | ------------------------------- |
| 1928  | Georges Wambst Charles Lacquehay | Hubert Pagnoul Noël Duvivier | Pietro Bestetti Michael Damerow |